# Hidroelektrarna Annabrücke
Hidroelektrarna Annabrücke (izvirno nemško Kraftwerk Annabrücke) je ena izmed hidroelektrarn v Avstriji; leži na reki Dravi. Spada pod podjetje Verbund Austrian Hydro Power.

## Zgodovina
Hidroelektrarno so začeli graditi leta 1976. Gradnja je bila končana leta 1981. 
Moč elektrarne je 90 MW in na leto proizvede 390 milijona kWh.